# 独立混成第44旅団 (日本軍)
独立混成第44旅団（どくりつこんせいだい44りょだん、独立混成第四十四旅団）は、大日本帝国陸軍の旅団のひとつ。「独立」は師団所属でないこと、「混成」は諸兵科連合であることを表す。

## 沿革
- 1944年（昭和19年）6月3日 - 熊本にて鹿児島45連隊留守部隊から第1歩兵隊、同じく都城23連隊留守部隊から第2歩兵隊を編成、これに旅団砲兵隊、旅団工兵隊を加えて編成完結
- 1944年（昭和19年）6月27日 - 沖縄への船舶輸送の為、2個歩兵隊約4,100名は富山丸、旅団司令部、砲兵隊、工兵隊は他船に乗船(タカ412船団)
- 1944年（昭和19年）6月29日 - 米潜スタージョンの雷撃により富山丸沈没、旅団歩兵隊から3,724名の戦死者を出し、歩兵砲、速射砲、トラックなどの重装備も喪失。第1歩兵隊は復員解消となる。
- 1944年（昭和19年）7月5日-12日 - 第1歩兵隊に換わり独立混成第15連隊が空輸され、旅団に編合
- 1944年（昭和19年）7月-9月 - 第2歩兵隊は基幹要員を本土から輸送、現地召集者を加えて再編
- 1944年（昭和19年）11月 - 沖縄北部(国頭地区)守備の為、第2歩兵隊第1･第2大隊を基幹として国頭支隊派出(支隊長宇土大佐)
- 1944年（昭和19年）12月1日 - 伊江島守備の為、国頭支隊から第2歩兵隊第1大隊(井川正少佐)を派出。第2大隊基幹のみとなった国頭支隊は陣地を縮小、本部半島八重岳陣地に篭る
- 1945年（昭和20年）4月1日 - 沖縄地上戦開始。旅団主力は米軍の迂回上陸に備え、知念半島で待機
- 1945年（昭和20年）4月6日-16日 - 八重岳の戦い。第6海兵師団との戦闘で沖縄北部に分断され消耗の激しくなった国頭支隊は以後、ゲリラ戦に移行。
- 1945年（昭和20年）4月16日-20日 - 伊江島の戦い。第2歩兵隊第1大隊650名基幹の伊江島守備隊2,000名は米陸軍第77歩兵師団2個連隊の上陸を受け、玉砕
- 1945年（昭和20年）4月28日 - 旅団主力は首里防衛線最西翼の安里地区に移動
- 1945年（昭和20年）5月12日 - 18日 - シュガーローフの戦い
- 1945年（昭和20年）6月9日 - シュガーローフの戦いでの功績により旅団司令部に対し、第32軍から感状授与
- 1945年（昭和20年）6月中旬 - 本隊、沖縄島尻地区において玉砕
- 1945年（昭和20年）10月2日 - 国頭支隊残余の宇土大佐ら99名、米軍に投降

## 歴代旅団長
| 代 | 氏名     | 在任期間              | 備考                          |
| -- | -------- | --------------------- | ----------------------------- |
| 1  | 鈴木繁二 | 1944.5.10 - 1945.6.22 | 士候26期 陸大34期、戦死後中将 |

## 隷下部隊
- 第1歩兵隊（柴田常松大佐・士候24期）歩兵隊本部、3個歩兵大隊、1個歩兵砲中隊、1個速射砲中隊。富山丸遭難で柴田大佐殉職、隊は復員解消
- 第2歩兵隊（宇土武彦大佐・士候27期）編成は第1歩兵隊に同じ
- 独立混成第15連隊（美田千賀蔵大佐・士候27期）
- 旅団砲兵隊（原秀男大尉・特別志願将校）
- 旅団工兵隊（村本福次大尉）